# Skepperiella
Skepperiella es un género de hongos en la familia Marasmiaceae. Este género posee una distribución amplia y contiene cuatro especies.